# Kisszolyva
Kisszolyva (ukránul: Скотарське [Szkotárszke]) falu Ukrajnában, Kárpátalján, a Munkácsi járásban.

## Fekvése
Volóctól északkeletre, a lengyel határ mellett fekvő település.

## Nevének eredete
Szkotárszka szláv eredetű helynév. A ruszin/ukrán szkotar (állattenyésztő, tehenész, marhagondozó, jószággondozó) köznév szolgál alapjául. Víznévi eredetét bizonyítja, hogy a környék egykori nomád pásztorai állataikat ide, az itt lévő  patakhoz vezették itatni.

## Története
Kisszolyva nevét  1607-ben említették először az oklevelek Szkotárszka néven.
1630-ban Skatarsky, 1645-ben Skotarski, 1773-ban Szkotárszka, Skotarska, 1913-ban Kisszolyva néven írták.
A falu első lakói pásztorok, állattenyésztők voltak.
A település 1889-ben egyesült a szomszédos Szvalyavka nevű településsel és az új falu neve Kisszolyva lett, melynek nevét a Szvalyavka névből hozták létre.
1910-ben 1085 lakosából 80 magyar, 120 német, 885 ruszin volt. Ebből 924 görögkatolikus, 23 református, 120 izraelita volt.
A trianoni békeszerződés előtt Bereg vármegye Alsóvereckei járásához tartozott.